# Ханс Йонатан

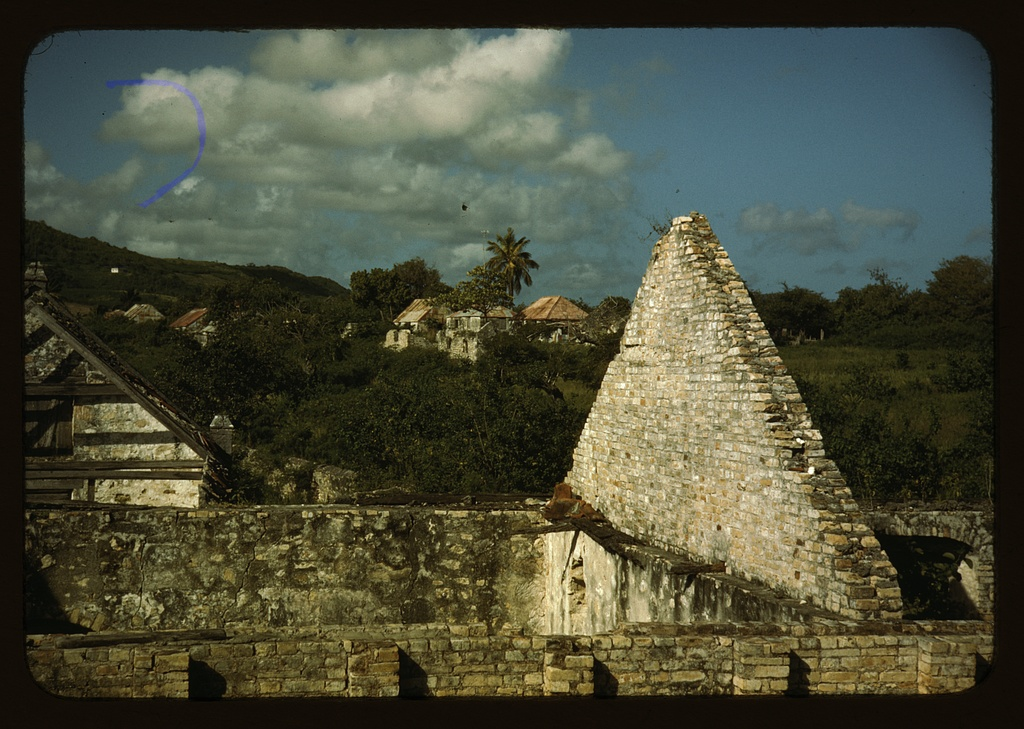
Руины старого сахарного завода на фоне плантации, Фредерикстед, Американские Виргинские острова (бывшая Датская Вест-Индия), 1941 год.

Ханс Йонатан (современное исландское произношение: Ханс Йоунатан, 1784—1827, Дьюпивоугюр) — бывший темнокожий раб (мулат) из датских колоний на Карибах. Бежав из Дании, где он провёл молодость, в Исландию, он стал одним из первых людей африканского происхождения, поселившихся в Исландии. Поскольку в стране до сих пор проживают его многочисленные потомки, его случай стал предметом революционного по методологии исследования ДНК.

## Родители
Ханс Йонатан родился рабом на плантации на холме Конституции на острове Санта-Крус в Карибском море, который стал датской колонией в 1733 году, когда он был куплен Датской Вест-Индской компанией у Франции. Его отцовство неизвестно; исландский историк Гисли Паулссон утверждает в биографической книге, что его отцом был белый датчанин Ханс Грам, который был секретарём владельцев в течение трёх лет; его матерью была Эмилия Регина, чёрная «домашняя рабыня», впервые упоминаемая в 1773 году на плантации Санта-Крус в Ла-Рейне, где она предположительно родилась. В 1788 году у Эмилии родилась дочь Анна Мария, на этот раз от чернокожего Андреаса, который в то время тоже был домашним рабом, но их судьбы из письменных источников не известны. Западноафриканское происхождение матери удалось выяснить только благодаря генетическому исследованию.
Ханс Йонатан принадлежал Генриху Людвигу Эрнсту фон Шиммельманну (генерал-губернатору Датской Вест-Индии из очень знатного датского рода) и его жене Генриетте Катарине.

## Жизнь в Дании
В 1789 году семья Шиммельманнов переехала в Копенгаген, когда плантационный бизнес пришел в упадок. Вместе с ними приехали Эмилия Регина, а позже и Ханс Йонатан. Вскоре после этого Генрих умер, завещав Ханса своей вдове Генриетте Катарине. В 1801 году, в возрасте семнадцати лет, Ханс Йонатан сбежал и вступил в датский флот. Он участвовал в битве при Копенгагене, за что был отмечен. Датский наследный принц Фридрих в награду подарил ему свободу.
Впоследствии Генриетта добилась ареста Ханса Йонатана на том основании, что он был её собственностью и что она намеревалась продать его в Вест-Индии. Йонатан и его адвокат опротестовали её действия в суде Копенгагена под председательством судьи Андерса Сандё Эрстеда (который позже стал премьер-министром Дании) на том основании, что, хотя рабство все ещё было законным в Датской Вест-Индии, оно было незаконным в Дании, и Ханса Йонатана нельзя было удерживать в качестве раба. Однако судья Эрстед по делу Generalmajorinde Henriette de Schimmelmann contra mulatten Hans Jonathan приговорил его 31 марта 1802 года к возвращению в Вест-Индию.

## Жизнь в Исландии

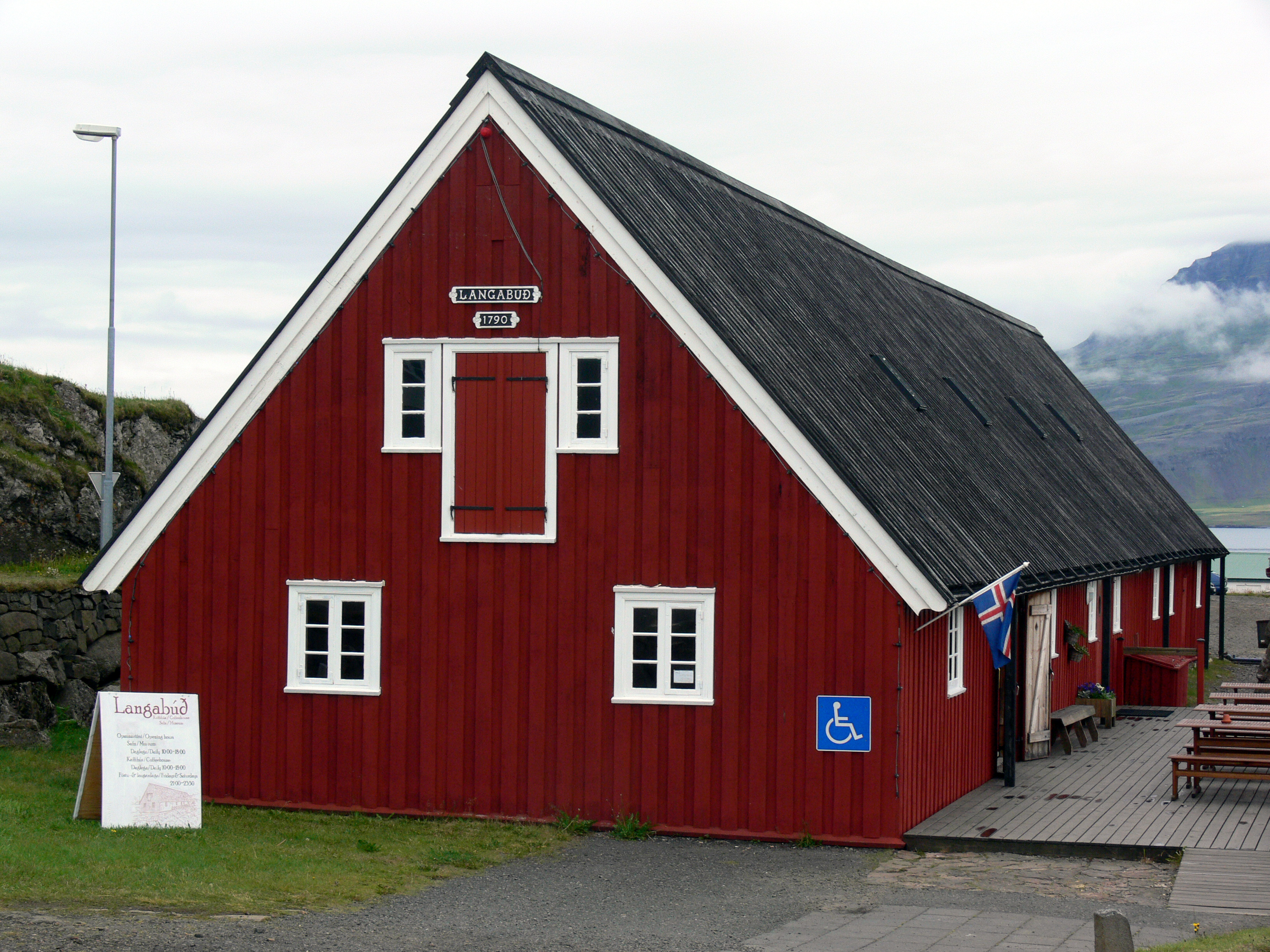
Торговая станция Дьюпивогюра, где работал Ханс Йонатан.

Ханс Йонатан вновь сбежал, и его судьба осталась неизвестной властям Дании. Лишь примерно в 1990-х годах подробности его жизни были восстановлены по отдельным деталям. В 1802 году он прибыл в Дьюпивогюр в Исландии. Одно из первых упоминаний Ханса Йонатана после 1802 года содержится в дневнике норвежского картографа Ханса Фрисака за 4 августа 1812 года:
«Агент местного торгового поста — родом из Вест-Индии, у него нет фамилии… но он называет себя Хансом Йонатаном. Он очень темнокожий и у него угольно-черные вьющиеся волосы. Его отец европеец, а мать негритянка».
Фрисак нанял Ханса Йонатана в качестве проводника. Ханс жил как крестьянин в Боргаргардюре (ныне это село — в составе пос. Дьюпивогюр), а также подрабатывал в датском магазине в Дьюпивогюре, управлящим которого он стал в 1819 г. В феврале 1820 года Ханс женился на Катрин Антониусдоуттир из Хальса. У них было трое детей; двое пережили детство, а ныне живущие потомки насчитывают около 900 человек. Ханс Йонатан умер в 1827 году.

## Генетическое исследование
В 2018 году ученые совершили генетический прорыв, реконструировав часть его генома, используя только образцы его потомков, а не останки. Это был первый случай, когда геном человека был реконструирован без использования физических останков. Для исследования были идентифицированы 788 его потомков и взяты образцы ДНК 182 членов семьи. Исследованию способствовали исключительная редкость африканского наследия в Исландии, однородность населения страны и обширная генеалогическая база данных. Образцы были проанализированы по известным признакам африканской ДНК, что позволило воссоздать около 38 % профиля ДНК его матери и, таким образом, 19 % его собственного. Было установлено, что предки его матери происходили из региона, ныне включающего Нигерию, Бенин и Камерун.
Несмотря на популярное мнение о том, будто бывший премьер-министр Давид Оддссон был потомком Йонатана, никакие источники не подтверждают это утверждение.

## Биографии
Биография Йонатана авторства Гисли Паулссона (Maðurinn sem stal sjálfum sér) была опубликована на исландском языке в 2014 году. В 2016 году было опубликовано английское издание под названием «Человек, который украл себя: рабская одиссея Ханса Йонатана» (The Man Who Stole Himself: The Slave Odyssey of Hans Jonathan).